# Kirchspiel St. Severin

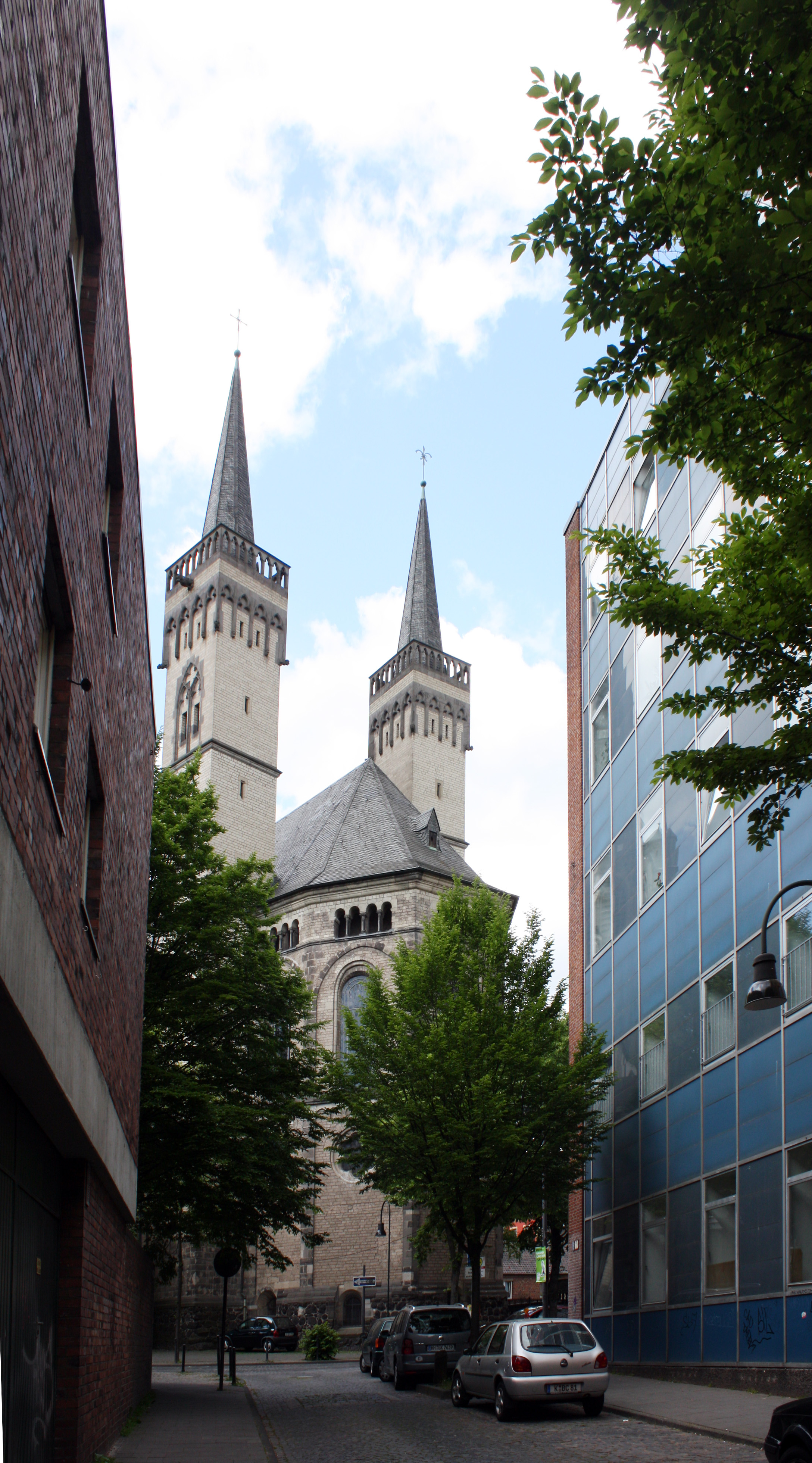
St. Severin

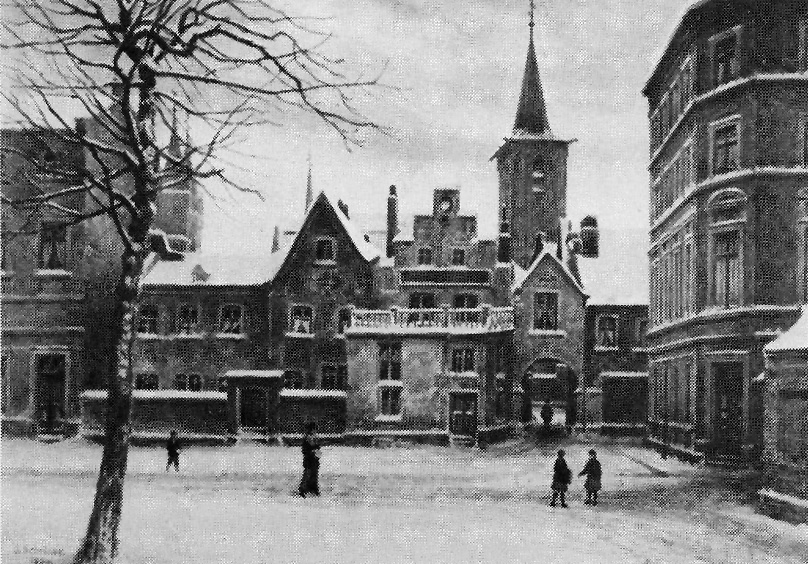
Immunitätstor St. Severin, um 1906 abgebrochen

Das alte Kölner Kirchspiel St. Severin entstand in mittelalterlicher Zeit vor den südlichen Befestigungsanlagen der Stadt. Als Stiftsbezirk hatte es formal Bestand bis zu seiner Aufhebung durch die 1802 verordnete Säkularisation in der Franzosenzeit. Bis heute erhalten blieb im Volksmund die Bezeichnung der Pfarre St. Severin, das „Vringsveedel“ genannte Severinsviertel der Stadt.

## Geschichte
Schon im vierten Jahrhundert soll am heutigen Standort der Severinskirche ein kleines Oratorium in Ost-West-Ausrichtung erbaut worden sein. Es lag zu dieser Zeit inmitten eines vormals heidnisch, später auch für christliche Bestattungen genutzten Gräberfeldes. Sich der wachsenden Zahl ihrer Gläubigen anpassend, wuchs die Kirche im Lauf der Jahrhunderte zu einem größeren Gotteshaus heran. Das ursprünglich den Heiligen Kornelius und Cyprianus geweihte Kirchenbauwerk hatte sich bis zum 10. Jahrhundert zu einem dreischiffigen Bauwerk mit Querflügeln, einem Ostchor, einem Westbau sowie einer Confessio-Anlage mit einer Stollenkrypta, die eigens für das Grab des heiligen Severin erbaut wurde, gewandelt.
An der Kirche hatte sich schon in sehr früher Zeit ein Kollegienstift gebildet. Unter der Führung ihres Propstes gelangte das Chorherrenstift St. Severin zu erheblichem Grundbesitz. Hierzu hatten nicht zuletzt auch erhebliche Schenkungen an das Stift sowie verliehene Privilegien, wie die Befreiung von Steuern und sonstigen Abgaben (bis zur territorialen Eingliederung) beigetragen. Die Pröpste des Stiftes, die zugleich auf ihren Besitzungen auch Gerichtsherren waren, sind bis in das 10. Jahrhundert zurück bekannt und dokumentiert.
Vergleichbar mit anderen historischen Darstellungen von Stiftskirchen in der Kölner Alt- und Vorstadt, zum Beispiel St.Pantaleon (Stengekius 1625), St. Gereon (Mercator 1571) oder St. Maria im Kapitol mit dem erhaltenen Restmauerwerk des Dreikönigenpförtchens war auch St. Severin von einer mit Toren versehenen, die Curia, Kirche und den Kirchhof schützenden Mauer umgeben. Diese markierte und sicherte ihren Immunitätsbezirk. Ein erhaltenes Bild dokumentiert einen der ehemaligen Zugänge, der sich noch bis 1906 am östlich der Kirche gelegenen Platz „An der Eiche“ befand. Das Aquarell des Malers Jakob Scheiner zeigt den alten Platz des „Viertels“ mit einem der so genannten „Immunitätstore“, einem Eingang zum 1802 aufgehobenen Immunitätsbereich des Stiftes.

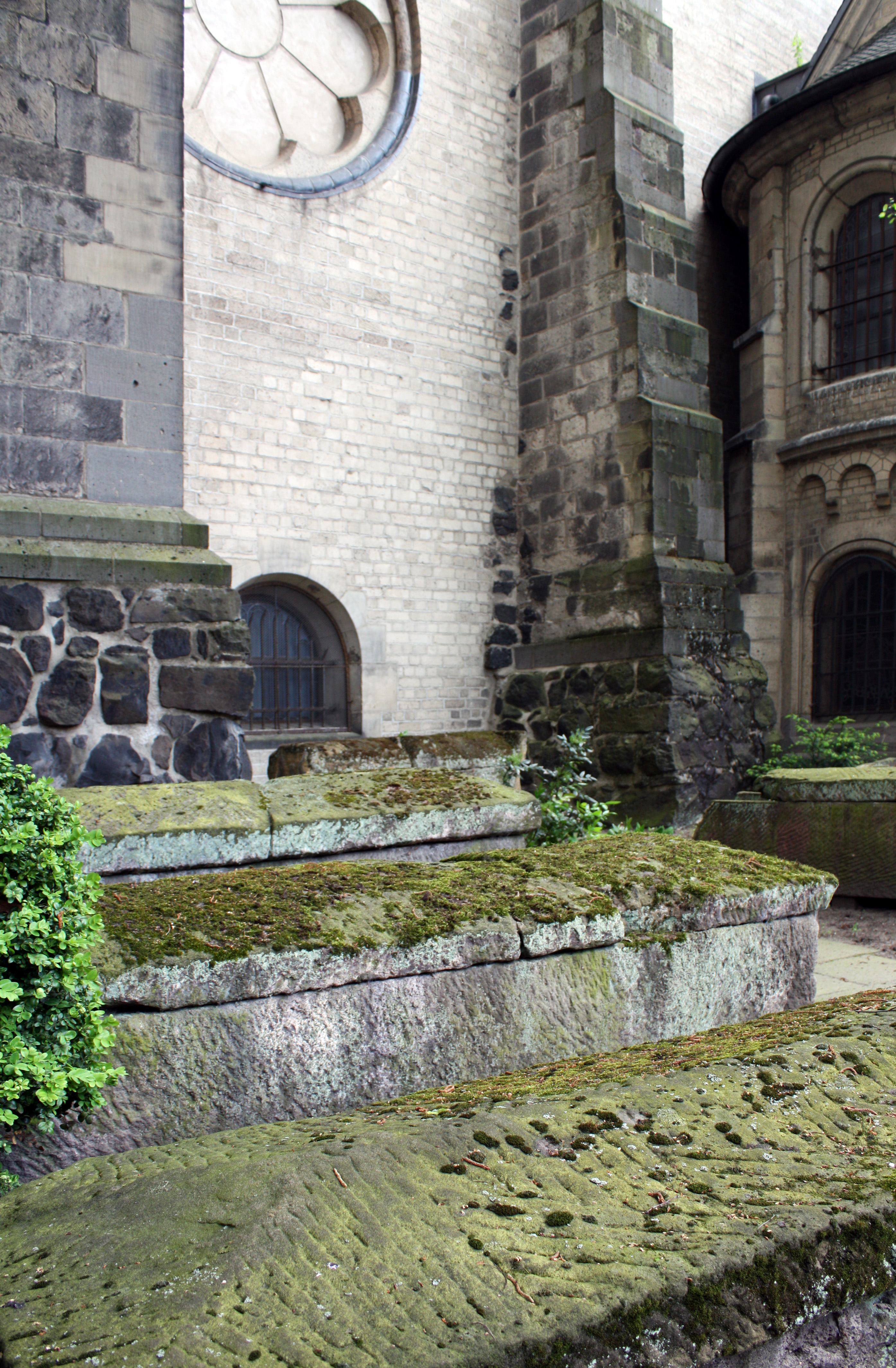
Sarkophage auf dem Kirchhof

Zu einem dieser alten Zugänge führte wohl die noch heute vorhandene immer noch auf den Kirchplatz zulaufende schmale Gasse „Im Ferkulum“. Herkunft und Geschichte dieser Bezeichnung mit dem lateinischen Ursprung „ferculum“ oder „fer(i)culum“ verweisen auf die römischen Anfänge des Viertels. Dies bestätigen auch die bei neuen Grabungen des 20. Jahrhunderts (1924, 1957) unter St. Severin geborgenen wertvollen Grabbeigaben aus frühchristlicher Zeit.
Bei dem Begriff „Ferkulum“ handelt es sich um ein Tragegestell oder eine Trage, wie sie z. B. für die Götterbilder bei Prozessionen benutzt wurde. Das Gestell diente auch dem Transport von Trophäen bei Triumphen sowie dem Transportieren von Grabspenden oder der Totenasche. Ein während der Regentschaft Kaiser Karls des Großen erlassenes Dekret untersagte dann den Christen die Feuerbestattung.

### Recht und Ordnung
Hauptartikel: Kölner Gerichtswesen vom Mittelalter zur Neuzeit

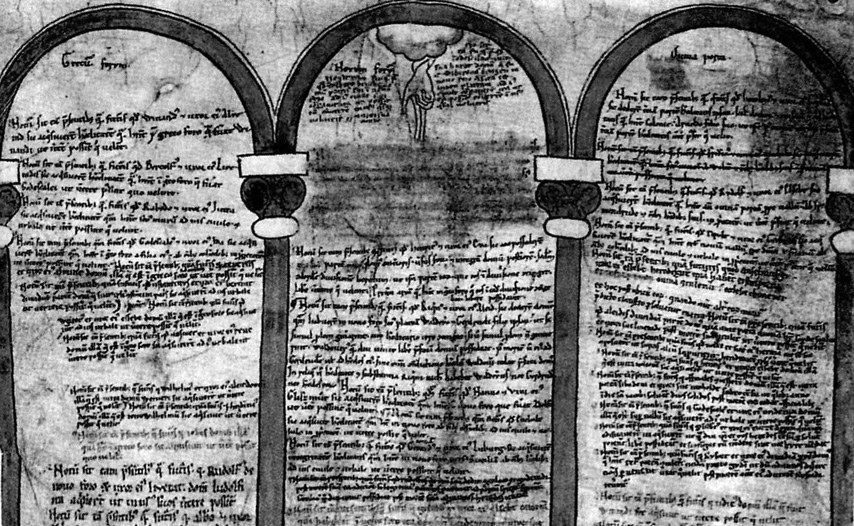
Kölner Schreinskarte 12./13. Jahrhundert

Das aus der fränkischen Zeit überkommene Ding war zu dieser Zeit jedoch zur causae minores, einer freiwilligen Gerichtsbarkeit geringfügiger Schuldklagen, geworden. Das Pfarrgericht urteilte im Gegensatz zum Hohen Gericht in niederen Zivilrechtsfällen bei einem Streitwert bis zu 5 Schilling (wie später weitere Sondergerichte). Dies gab ihm den Namen Niedergericht. Es beurkundete, wie schon das fränkische Ding (Thing), gleichberechtigt mit dem Hohen Gericht Rechtsgeschäfte, die sein Territorium betrafen. Derartige Vorgänge (überwiegend Grundstücksgeschäfte) wurden in einem Schreinsbuch eingetragen.
Wie in den Sondergemeinden, den vor der alten Stadtmauer vorhandenen eigenen Gerichtsbezirken des südlichen Oversburg oder auch Ayrsbug (burgum superius) mit den zugehörigen Parochien St. Maria in Lyskirchen, St. Jacob und St. Johannis, fand die Rechtsprechung der Niederen Gerichtsbarkeit im Kirchspiel St. Severin weiterhin vor Ort statt.

### Entwicklung des Kirchspiels

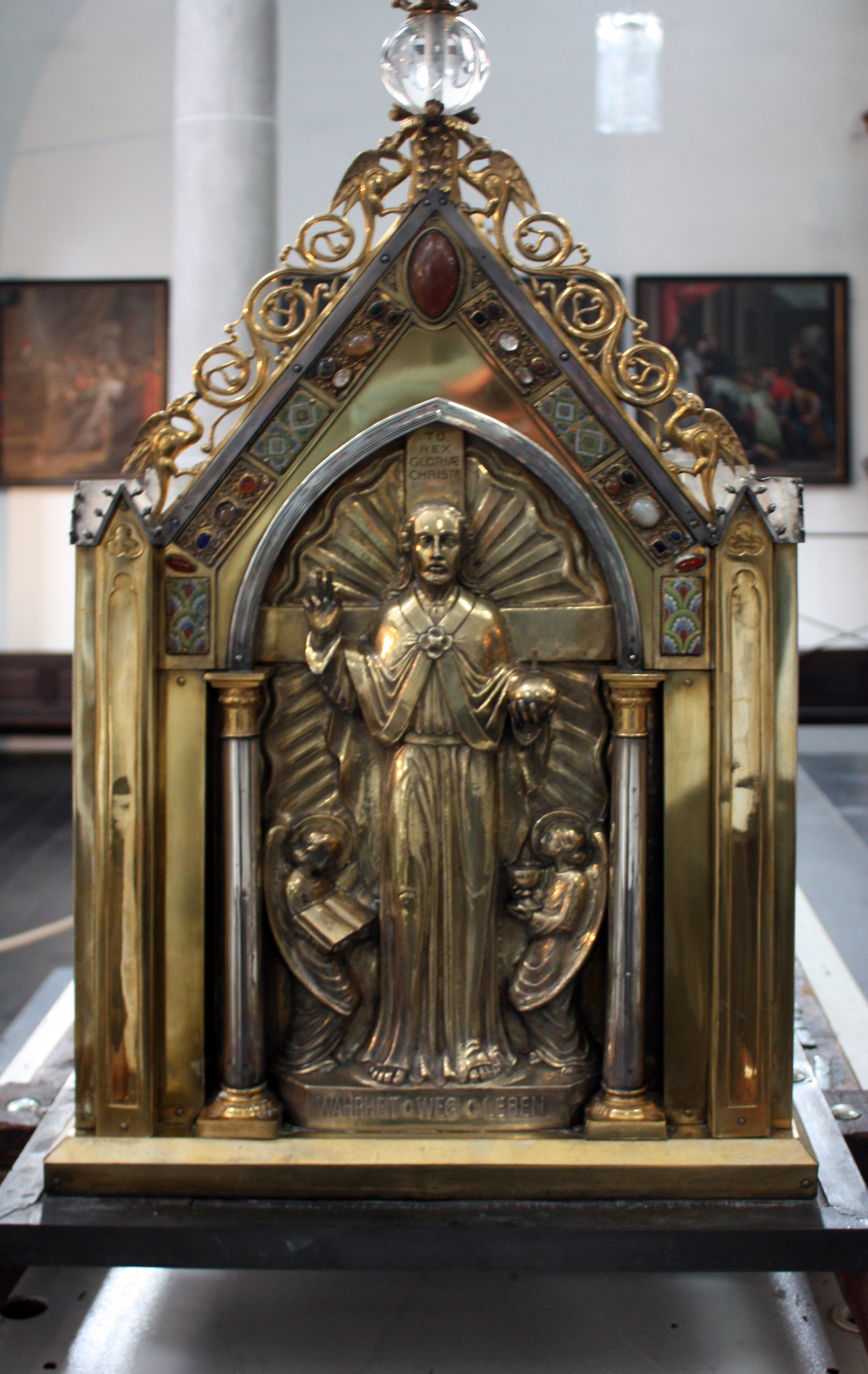
Schrein des heiligen Severin

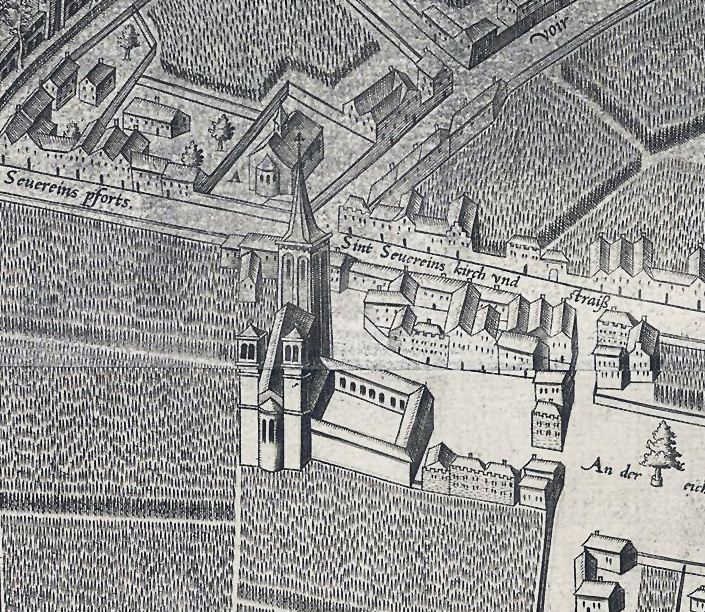
St. Severin nach Mercator 1571

Das Kirchspiel in seinen Anfängen war eine kleine, dörflich geprägte Ansiedlung, wie sie sich seit karolingischer Zeit vor vielen größeren Städten Deutschlands entwickelt hatten.
Mit dem Heranwachsen von Kirche und Stift, letzteres wurde im Viertel zum größten Grundherren mit wachsenden Besitzungen in Köln und im Umland, wuchs auch die Kirchengemeinde.

#### Ursprüngliche Ausdehnung
Eine Urkunde Erzbischof Wichfrids (924 bis 953) beschrieb die ursprünglichen Grenzen des Kirchspiels St. Severin, dessen Grenzen in seinen Anfängen ein riesiges Gebiet umfassten.
Der Grenzverlauf, beginnend an der Hochpforte, dem Südtor der römischen Befestigung, ging durch die Severinstraße, verlief weiter über den späteren Perlengraben (der ähnlich einem Burggraben auf die Stadtmauer zulief), und wandte sich dann seitwärts durch die Schnurgasse in Richtung der ehemaligen Ansiedlung „Thiedenhoven“ (an der Grenze zur Gemarkung St. Pantaleon). Von dort zog sich der Grenzverlauf in Richtung Höningen, und führte weiter durch die Wälder von „Dierlo“ und „Junginvorst“ über den Forstweg an den Rhein. Diesem folgte er stromabwärts bis an den dort in den Rhein mündenden Duffesbach am Stadtgraben. Dann entlang des die Grenze zur Rheinvorstadt bildenden Sträßchens Filzengraben und schloss dieser folgend, in westlicher Richtung über die Straße Mühlenbach verlaufend an der Hochpforte ab.
Dieses Gebiet umschloss die ersten Bebauungen um St. Severin, die um die dem „Zint Jan“ geweihte Kirche vermutete Ansiedlung „Everich“ (später Overich, Oversburg), sowie die der später nicht wieder erwähnten Ansiedlung „Thiedenhoven“ weiter das Dörfchen „Nothausen“ am Rhein (um St. Maria Lyskirchen), die weiter südwestlich liegenden Hofstätten „Beina“ (später Beien oder Bayen) und, weit außerhalb des Kölner „Schweid“, die Ansiedlungen von Immendorf mit seiner ebenfalls dem heiligen Severin geweihten Kirche und den Weiler des heute zu Rondorf gehörenden kleinen Ortes Höningen.

### Vorstädtische Ansiedlung
Wegen der sich zunehmend in der Vorstadt ansiedelnden Menschen entstand der Pfarrbezirk St. Severin, der 1106 noch nicht vollständig in die Stadtbefestigung einbezogen war. Dies geschah dann im Zuge der letzten Erweiterung der Stadtmauer von 1180 bis 1259, die den „Sprengel“ als eine bis dahin privilegierte „Sondergemeinde“ der Stadt eingliederte.
Der Bereich des Kirchspiels grenzte im Nordwesten an den Bezirk des Stiftes St. Pantaleon und im Südosten, nach der Stadterweiterung von 1106, an den neu entstandenen Pfarrbezirk seiner ehemaligen Filialkirche „St. Jan“.

### Weinanbau, Äcker und Hofstätten
In diesem Gebiet lagen große Höfe der Kirchen und Klöster sowie Hofstätten reicher Familien. Sie waren mit ihren Äckern, Apfelgärten, Weingärten und der Viehzucht die Basis des Viertels und boten Vielen Arbeitsplätze. Ihre Produkte füllten überwiegend die Märkte der nahen Stadt.
So waren im Jahr 1368 ein Malter Korn neun Mark, und ein Malter Weizen zehn Mark wert. Für ein Quart Wein zahlte man einen alten Groschen. Die Hofstätten waren:
- Der Fronhof von St. Severin, südlich der Kirche Kirchplatz/Severinstraße
- Der „Walravenhof“, an der Brunostraße
- Der Hof der „Kleingedank, genannt Mommersloch“ Severinstraße/An St. Magdalenen
- Der Hof „zer Schuren“, an St. Magdalenen
- Der Hof „Klein Benesis“ an der Ulrichgasse
- Der Hof „zum Dauwe“ vorher „zum Kojle“, am Ende der Severinstraße vor dem Katharinengraben
- Der Hof „Zum Hasen“ nördlich des Severinkirchplatzes
- Der Hof „zer Huven“ an der Seyengasse
- Der Hof der „Merzenich“ am Rand des Weinackers von „s. Erasmi“
- Seit 1311 auch der „Bischofshof“ nördlich neben St. Bonifatius, den die Bürger ehrfürchtig als den „Hof unseres Herrn“ (der Erzbischof) bezeichneten
- Etwa ab 1335 der Hof der Kartäuser im westlichen Bereich des Kirchspiels

### Bebauung und Straßen

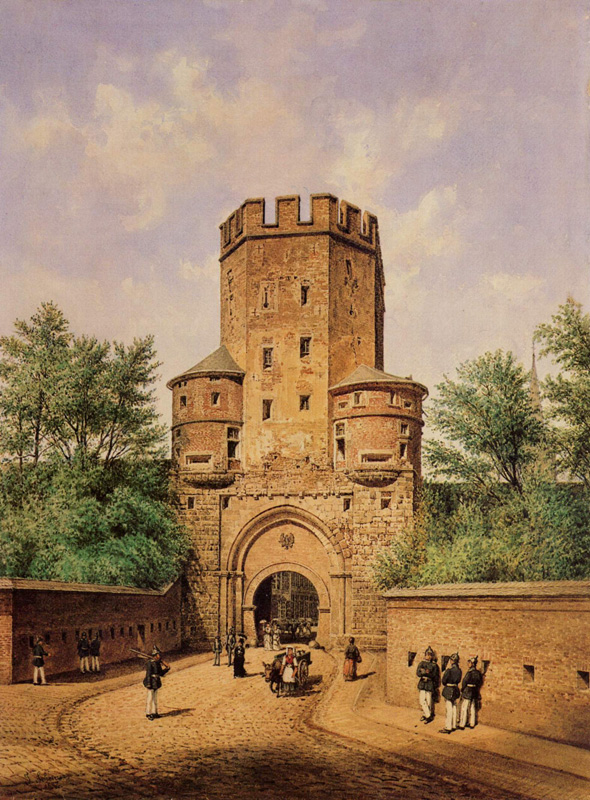
Torburg, Feldseite

Die Bebauung vor der römischen Stadtmauer an der nach Süden führenden Fernstraße Neuss – Köln, Eigelstein, Hohe Straße, Severinstraße, Severinstorbug und am Judenbüchel (Anfang des 12. Jahrhunderts) vorbei nach Bonn, war bis zu den „Gräben“ (Perlen- und Katharinengraben) schon recht dicht und dehnte sich nun auch nach Süden aus. Für dieses Anwachsen der Gemeinde spricht der Bau einer zusätzlichen Pfarrkapelle des Stiftes St. Severin. Es ließ um 1190–1215 gegenüber der Stiftskirche die Kapelle St. Maria Magdalena erbauen.
Insgesamt blieb der Pfarrbezirk noch für lange Zeit ländlich geprägt. Eine zusammenhängende Bebauung entwickelte sich hauptsächlich in dem Bereich zwischen der anfänglich (12. Jahrhundert) „lata platea“ (Breite Straße) genannten Severinstraße mitsamt deren abzweigenden Gassen und Wegen bis zur Achterstraße.

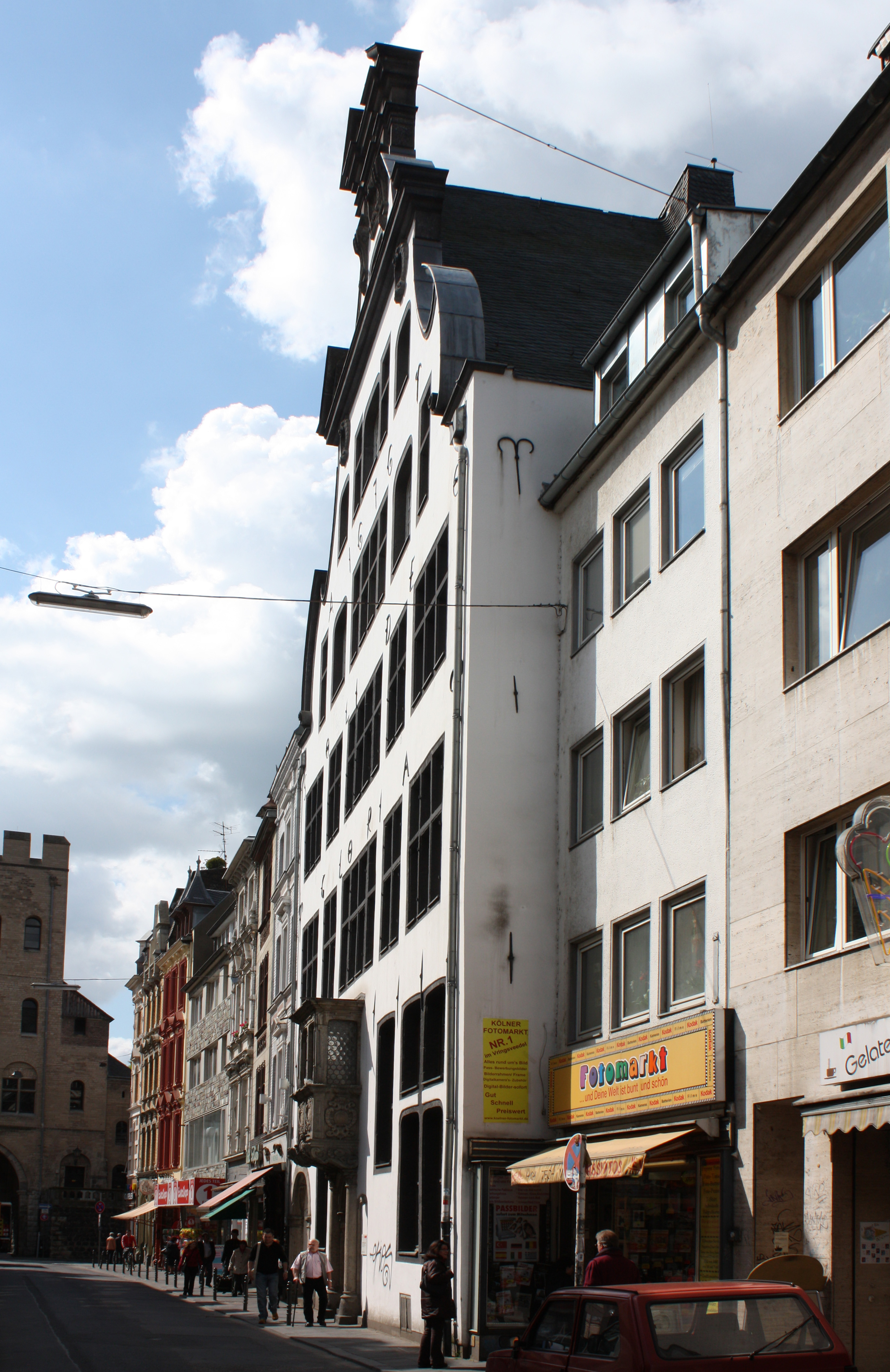
Torburg, Schmitz Backes (rotes Haus) und Haus Balchem (alte Schmiede)

Am südlichen Stadtausgang, an der in der ersten Hälfte des 13. Jahrhunderts errichteten Severinstorburg, begann die Severinstraße. Die Straße, deren Name vom heiligen Severin, beziehungsweise von der nach ihm benannten Kirche, herrührt, wurde erstmals 1299 „platea s. Severini“ genannt und bezeichnete vorerst lediglich den Abschnitt vom Stadttor bis zu der Straße „Im Dau“, in welcher der Orden der Unbeschuhten Karmeliten 1614 ein Kloster gegründet hatte. Der weitere Verlauf hatte mehrere, im Zeitverlauf wechselnde Bezeichnungen. In diesem Bereich und einigen abzweigenden Gassen verdichtete sich die Bebauung zu ersten Häuserzeilen. Es waren Privathäuser der wohlhabenden Bürger, Geschäftshäuser der Kaufleute und Handwerker, aber auch Herbergen und Schankhäuser, die zumeist in Tornähe standen. Werkstätten wie die der alten 1408 erwähnten Schmiede (heutiges Haus Balchem) oder Häuser von Zunftangehörigen, wie die der Fassbinder, die durch den Weinanbau ihr Einkommen fanden, Sattler die das Zaumzeug der Zugtiere in der Landwirtschaft fertigten, oder die Häuser mit den Geschäften der Fleischer und Bäcker gesellten sich hinzu. So ist der Name des legendären Hauses „Schmitz Backes“ wahrscheinlich das auf der Severinstraße für das Jahr 1391 angegebene „Vlammenhuys“.
An der Severinstraße, zwischen Torburg und An St. Magdalenen, stand das Zollhaus sowie das Dinghaus der Schöffen von St. Severin. Das „Gebuirhaus“ der Amtleute von St. Severin, in dem auch die Gebuirmeister der dortigen Bauerbank ihre Sitzungen hielten und Recht sprachen, befand sich an der Einmündung des „Achtergässchens“.
Viele der Straßen des Kirchspiels verweisen mit ihrem Namen auf weit in die Geschichte zurück reichende Bezüge, so die Wallstraßen entlang der ehemaligen Stadtbefestigung, die auf ehemalige Kirchen und Klöster verweisenden Straßen wie „An St. Magdalenen“, „An St. Katharinen“, die drei nach den Kartäusern benannten Straßen sowie die Brunostraße, die nach dem Gründer des Kartäuserordens benannt wurde. Das „Sionstal“ erinnert an das Kloster Sion, den späteren Cellitinnenkonvent. Die Annostraße geht auf den Kölner Erzbischof Anno zurück, und die Korneliusstraße ist benannt nach einem der ersten Schutzpatrone der Stiftskirche. Auf die Mühlen des Viertels verweisen Straßen wie die Severinsmühlengasse, zur Bottmühle oder die zur ehemaligen Mühle Ulrepforte (Ülepooz) führende Ulrichgasse (Ülejaß, die Straße der Uler/Töpfer), die 1571 bei Arnold Mercator als „Die euler gaß“ bezeichnet wurde. Die lateinische Bezeichnung der Straße im 12. Jahrhundert lautete „platea figulorum“ (lat. figulare: bilden) und verwies auf das frühmittelalterliche Töpferviertel, welches später dem Wein- und Ackerbau wich.

### Wohnstätten
Neben den Bediensteten von Klöstern und Kirchen, die dortselbst ihr Zuhause hatten, oder den Mägden und Knechten, die sich auf Höfen mit Kost und Logis verdingt hatten, bestand die Bevölkerung des Viertels überwiegend aus Tagelöhnern und Ackerleuten. Sie lebten mit ihren Familien in einfachen Holz- oder Fachwerkhäusern. So bestand die Achterstraße (so genannt, weil sie hinter der Severinstraße lag) in der gesamten reichsstädtischen Zeit aus kleinen Zinshäuschen. Vermieter waren reiche Grundbesitzer wie Orden, das Stift oder reiche Geschäftsleute, wie der zeitweilige Ratsherr Hermann von Weinsberg. 1554 wurden durch Weinsberg, der als einer der großen Eigentümer von Mietshäusern in der Südstadt galt, an der Achterstraße bei „Katharinen“ fünf kleine mit Stroh gedeckte Häuser und ein Morgen Land gekauft. Davon entfielen drei Viertel des Landes auf Weingärten. Die Wohnverhältnisse waren für heutige Begriffe erbärmlich, eine Kanalisation existierte nicht, und Trinkwasser war nur an einigen „Pützen“ (Brunnen) des Viertels verfügbar.

### Kirchen und Kapellen

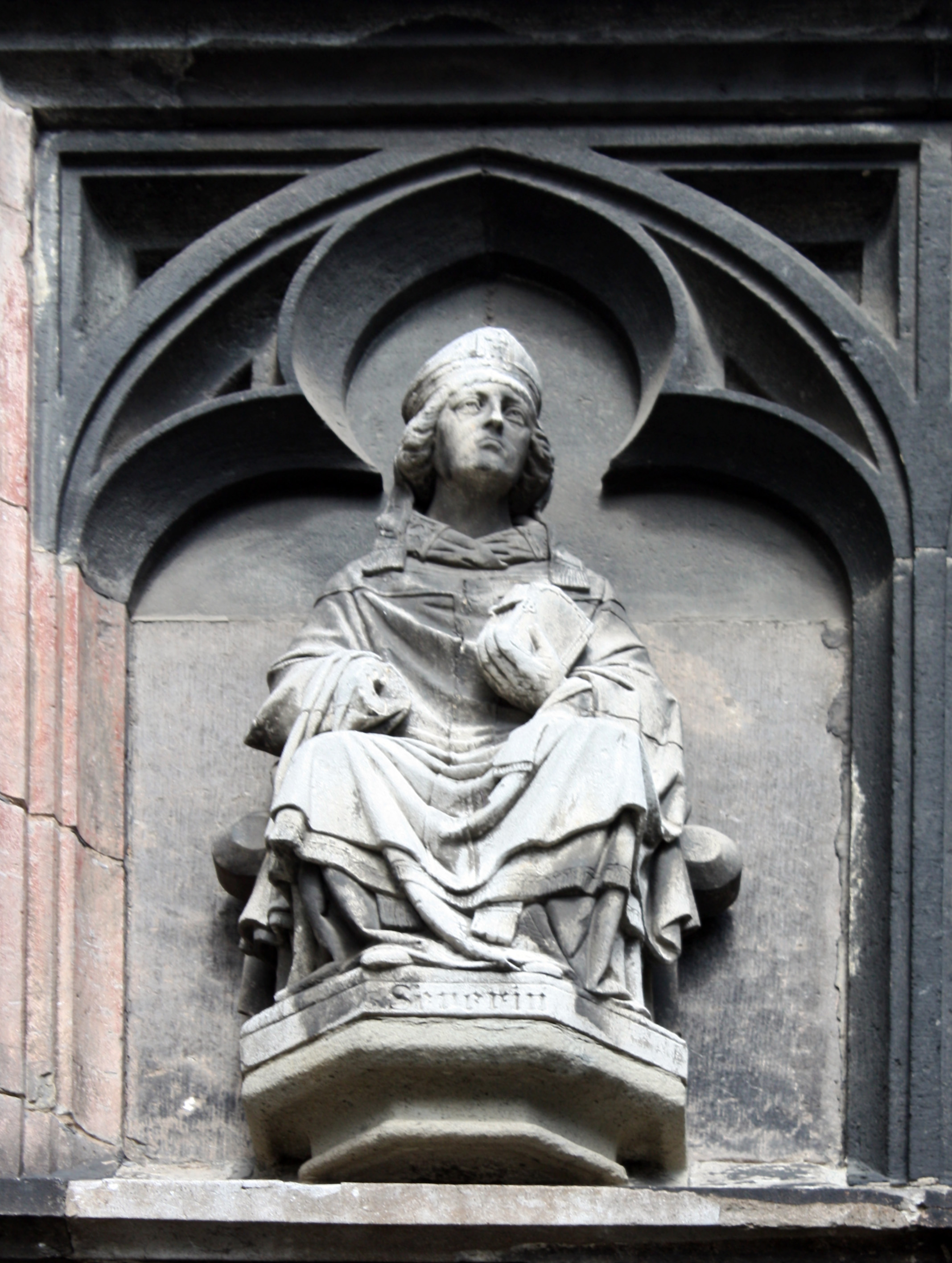
St. Severin der Patron des Viertels
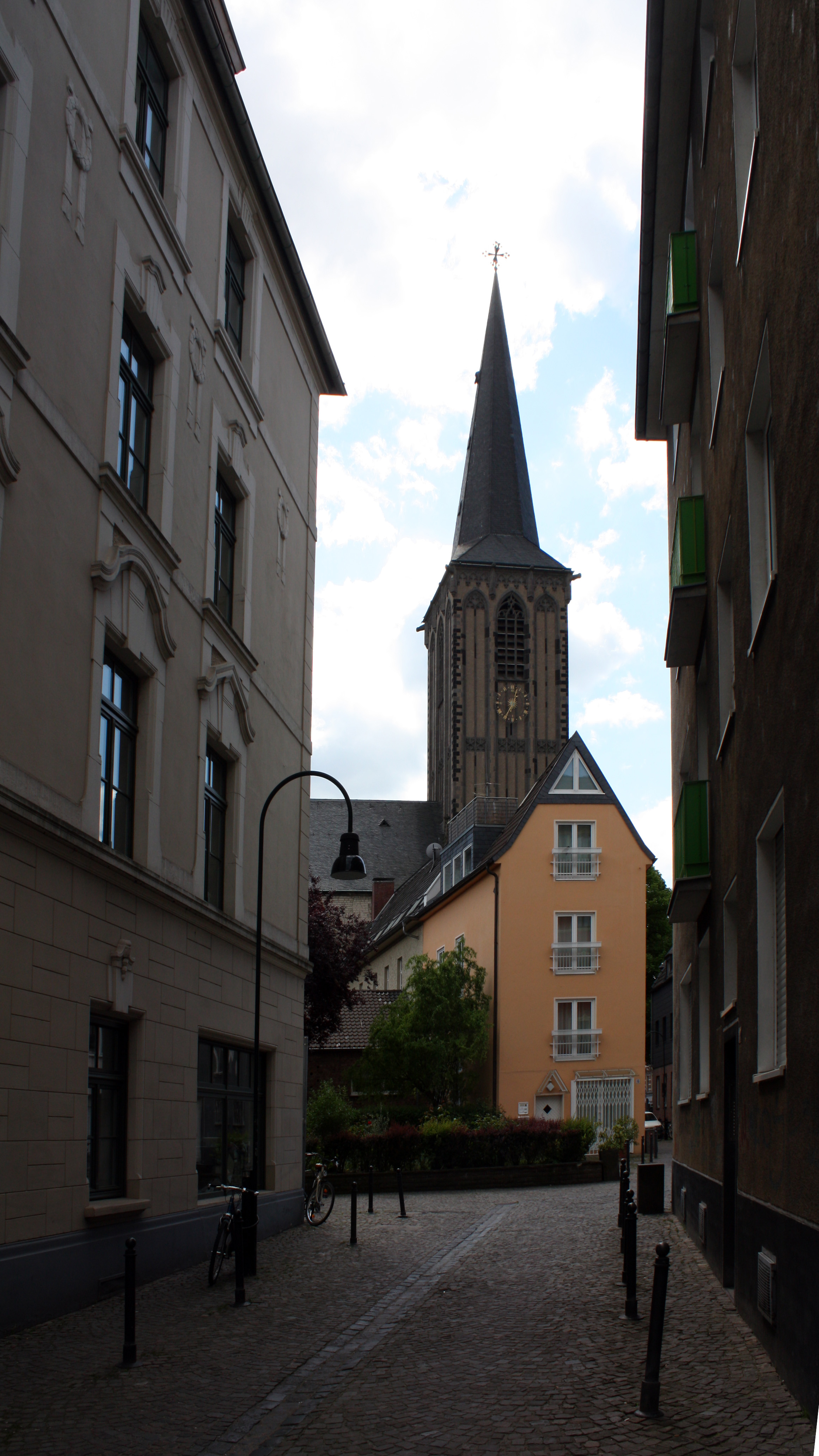
St. Severin von Osten
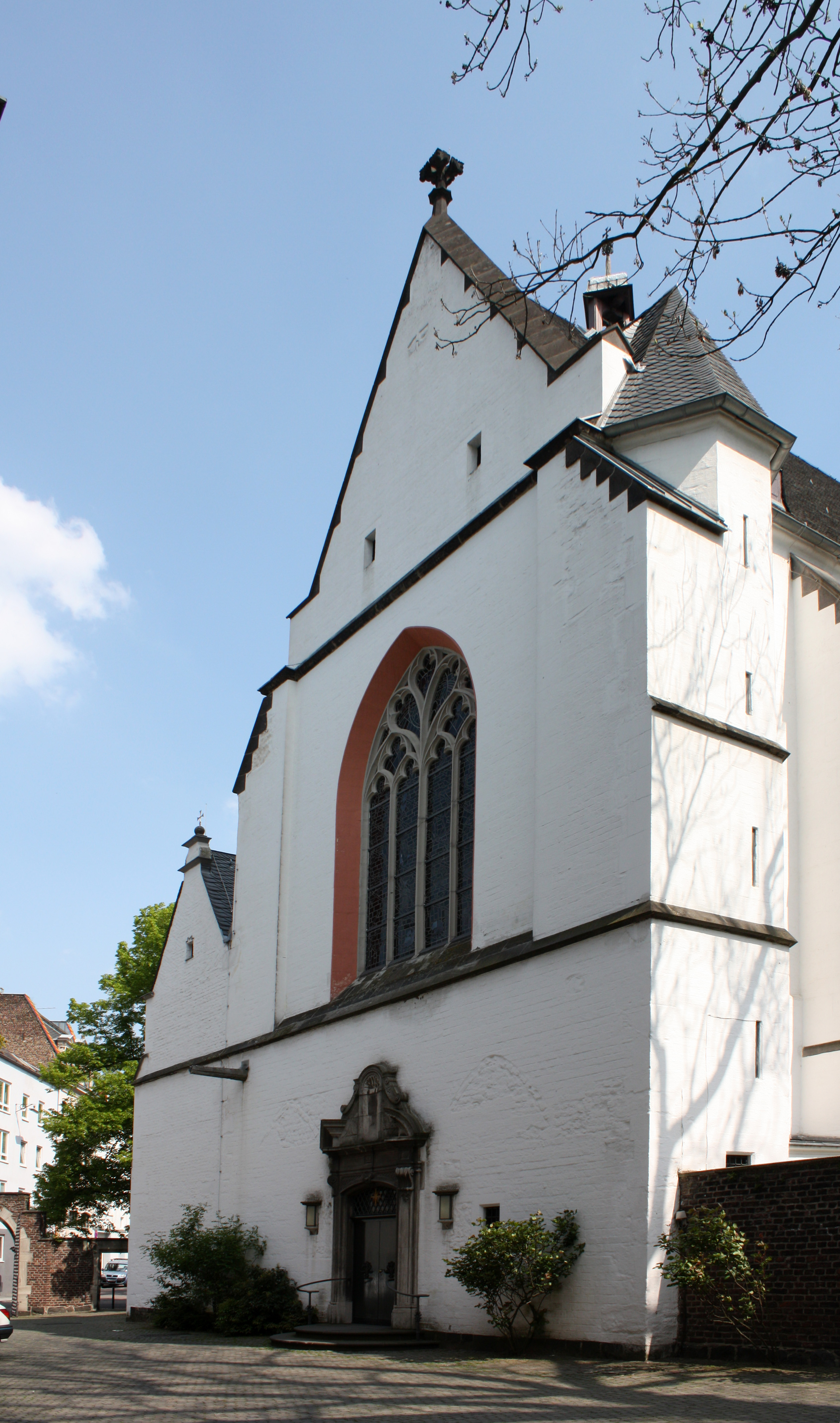
Kartäuserkirche
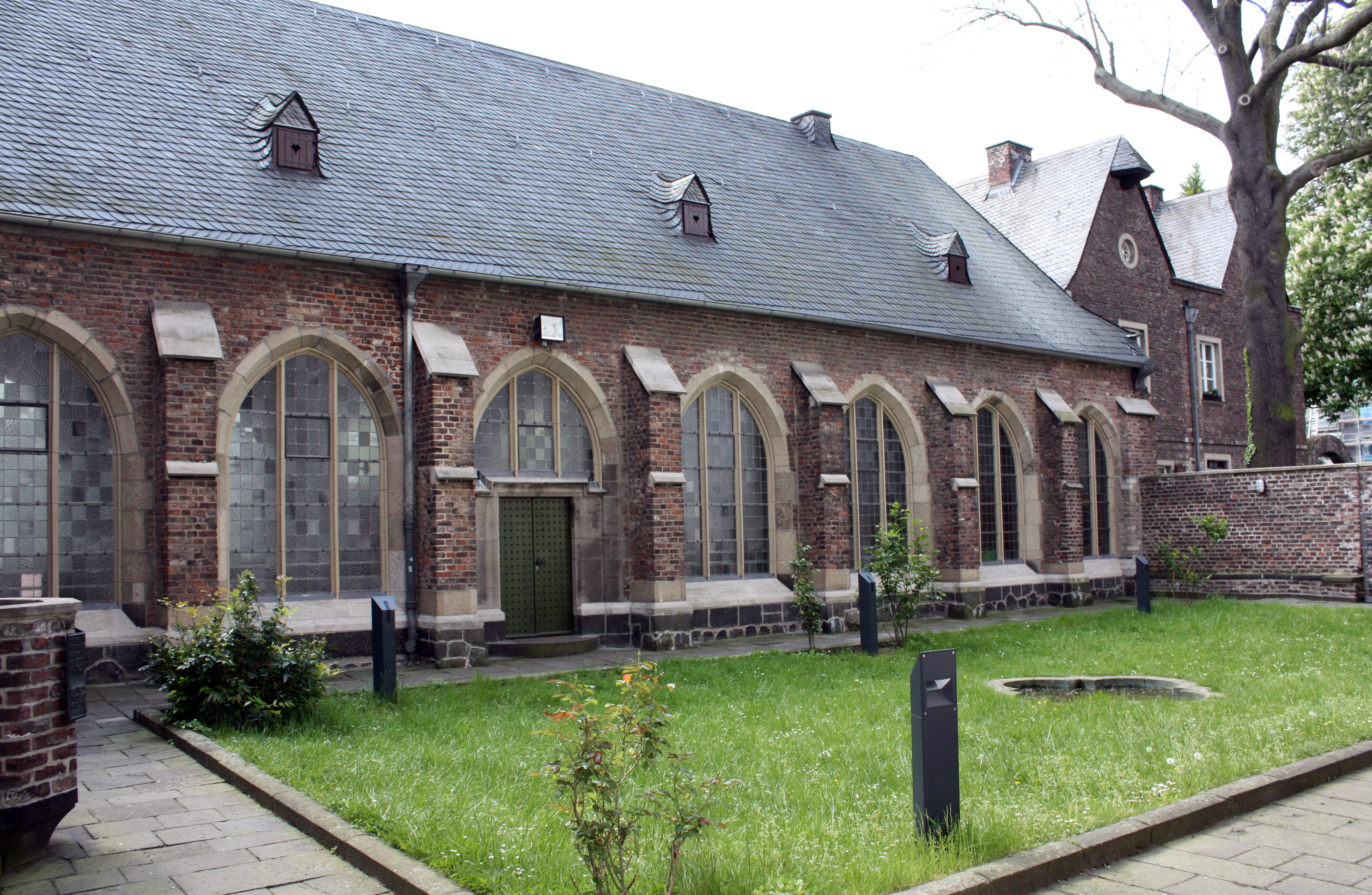
Kreuzgang der Kartäuser

Kern der inmitten von Weinfeldern und Gärten liegenden Ansiedlung war die schon in früher Zeit errichtete Stiftskirche St. Severin, mit der ihr anliegenden Erasmuskapelle und der gegenüber gelegenen Pfarrkapelle St. Maria Magdalena. Hinzu kamen weitere Kapellen wie St. Bonifatius, St. Michael, St. Gertrud (bis 1257), und die Dreifaltigkeitskapelle des Klosters Sion. Am nördlichen Rand des Kirchspiels stand St. Katharinen, der sich die einst als Kapelle des Severinsstiftes errichtete Kirche St. Johann Baptist unmittelbar anschloss.

#### St. Katharina

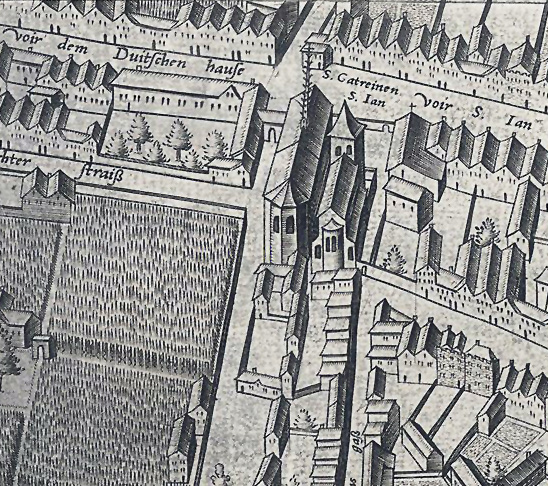
S. Catarinen, S. Jan

Aus einem Schreiben des Kölner Rates an Papst Honorius vom Jahr 1219 ist der Ursprung der Kirche St. Katharina zu ersehen. Danach ließ der Magistrat unmittelbar vor der alten Johannispforte (der Vorgängerin des Severinstores), am Schnittpunkt des alten Wallgrabens und der Severinstraße ein Oratorium der heiligen Katharina weihen. Die Weihe wurde durch den Kölner Erzbischof Engelbert durchgeführt. Dem noch bescheidenen Bethaus wurde an seiner Rückseite, durch den Kölner Bürger Heinrich Halverogge für den Ordensdienst ein kleines Hospital angefügt. Die danach aufgekommenen Streitigkeiten bezüglich der Pfarrzuständigkeit des Stiftes St. Severin wurden um 1220 durch eine einvernehmliche Vereinbarung der Streitenden beigelegt. Dieser Vereinbarung war zu entnehmen, dass die Gebäude in den Besitz der Ballei Koblenz des Deutschen Ordens übergegangen waren.
Das kleine Gotteshaus wurde in der zweiten Hälfte desselben Jahrhunderts erneuert und im 15. Jahrhundert erweitert. Es befand sich am damaligen, nördlichen Ende der Severinstraße, neben der Südseite der Kirche Sankt Jan. Ab dort hieß die Straße „Vor Sankt Jan“. St. Kathrina wurde 1802 als Kirche aufgehoben und 1807 abgebrochen. Teile ihrer wertvollen Ausstattung befinden sich im Hessischen Landesmuseum (Altarbild von Stefan Lochner) und im Germanischen Nationalmuseum Nürnberg.

#### St. Jan

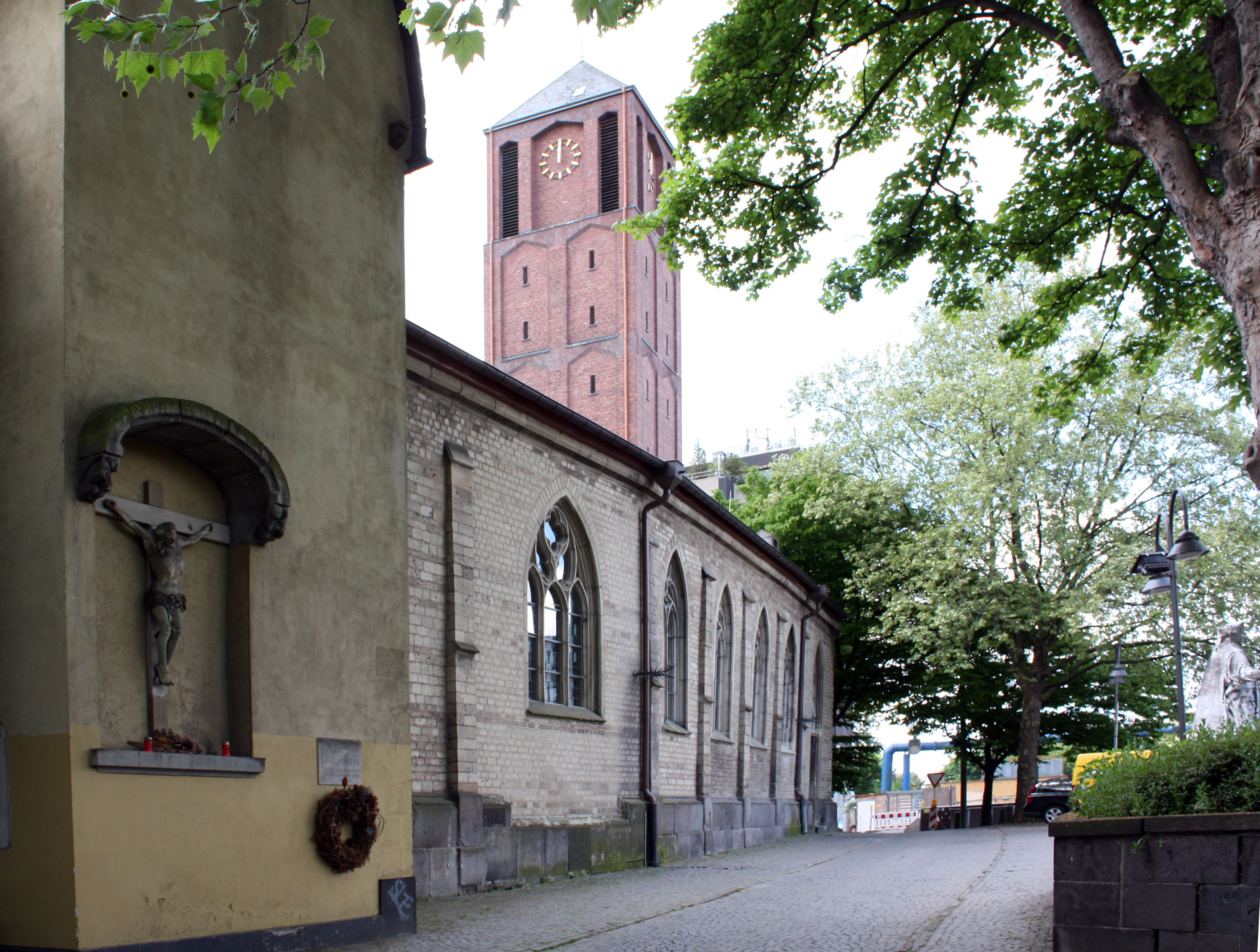
Reste der alten Kirche

Die mundartlich „Zint Jan“ genannte spätere Pfarrkirche St. Johann Baptist soll schon 641 als Kapelle des Stiftes Severin entstanden sein. Nach Einbeziehung der Kapelle in die zweite mittelalterliche Umwallung der Stadt im Jahr 1106 änderte sich die Beziehung zur Parochie St. Severin. Das inzwischen gewachsene Kirchenbauwerk, in dem schon die Weihe eines Hauptaltares durch Erzbischof Philipp und später die Weihe von gleich fünf Altären im Jahr 1210 durch Erzbischof Dietrich erfolgte, lässt Rückschlüsse auf die Ansprüche einer stark angewachsenen Gemeinde zu. Spätestens ab 1210 soll der jeweilige Geistliche von St. Johann zu den „kölnischen Pfarrern“ gehört haben, jedoch behielt St. Severin das Besetzungsrecht der Pfarre. Bis 1802 wählten die Vertreter der Pfarrgemeinde St. Johann Baptist zwei Kandidaten, von denen der Propst von St. Severin einen als Pfarrer ernannte.
Neben der Pfarrkirche St. Johann Baptist lag der Benediktinerinnenkonvent „zu den Vierzehn Nothelfern“.

#### St. Maria Magdalena

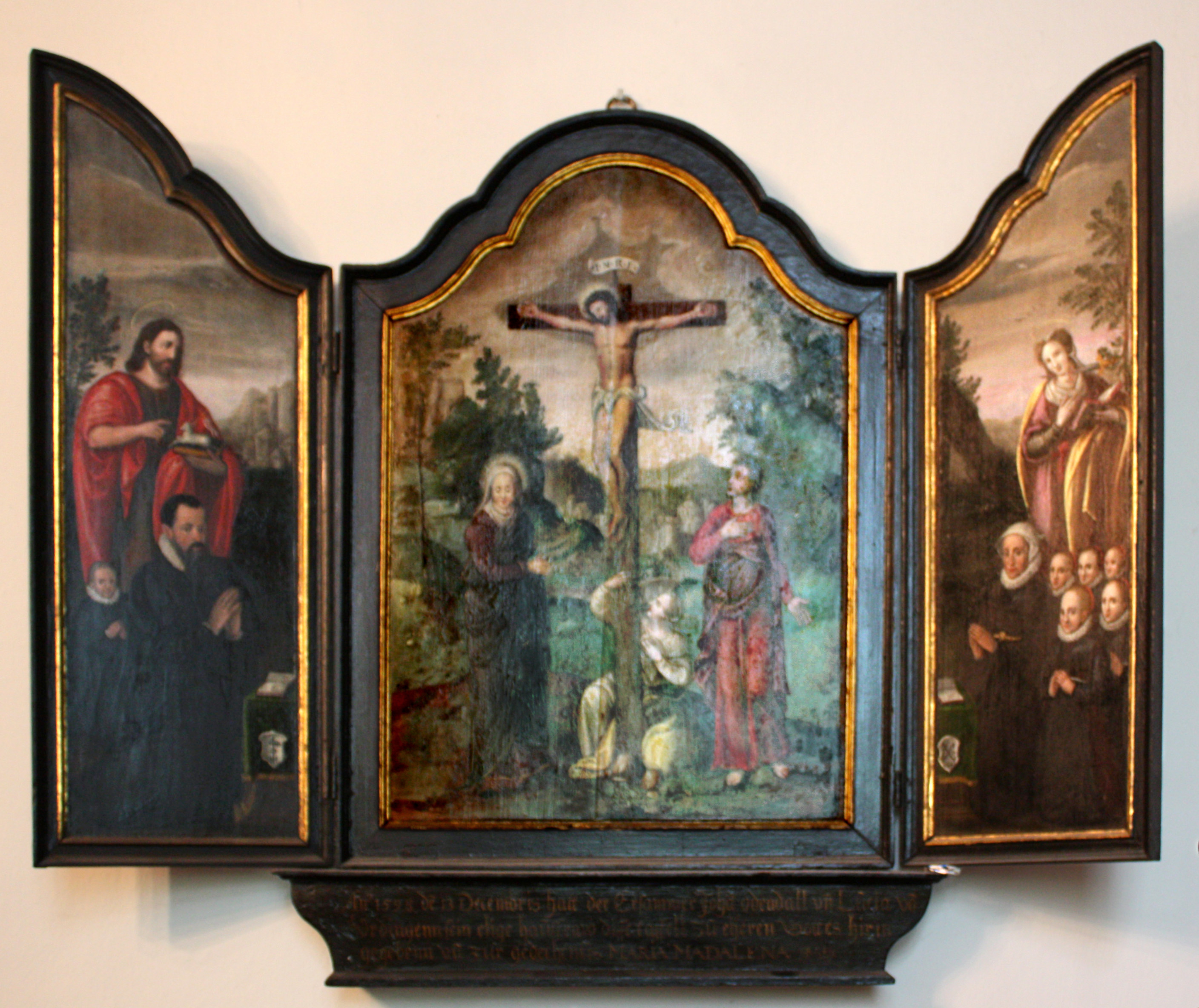
St. Maria Magdalena Stifterbild (1593)

Die durch das Stift St. Severin erbaute Vikariatskapelle St. Maria Magdalena wurde in Schreinsurkunden zum Ende des 12. Jahrhunderts (1190–1215) erstmals erwähnt. Die Kirche hatte Bestand bis 1805.

### Ordenseinrichtungen

#### Deutscher Orden

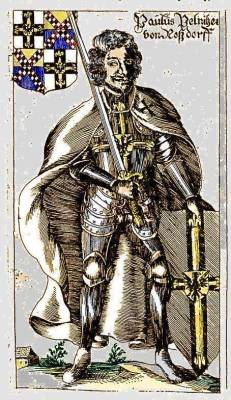
Hochmeister Paul von Rusdorf, nach Christoph Hartknoch

Am Anfang des 13. Jahrhunderts übernahm der Deutschorden am Katharinengraben ein auf Veranlassung des Rates der heiligen Katharina geweihtes Bethaus, an dessen Rückseite durch einen Ordensangehörigen ein Hospital errichtet worden war.
Ab der Mitte des 13. Jahrhunderts war der Orden im gesamten Viertel auch mit Grundstücksgeschäften präsent. Es wurden mehrere Grundstücksübereignungen durch Schenkungen an den Orden, die man auch „Katharinen-Kommende“ nannte, aber auch Pachtverträge diverser Immobilien beurkundet. Die Kölner Ordensniederlassung gelangte aus bescheidenen Anfängen im Lauf der Jahre zu erheblichem Wohlstand. Auch ein Straßenabschnitt wurde nach dem Orden benannt. So hieß der nördliche Teil der Severinstraße zeitweise „Voir dem Duitschen hause“ (S. Catarinen. S. Jan).
1424 kam es zu Auseinandersetzungen zwischen dem Kölner Rat und dem Orden. Die Stadt drohte dem Hochmeister des Ordens, Paul von Rusdorf, gegen die Niederlassung einschneidende Maßnahmen an. Grund waren die von den Kölnern als ungerecht empfundenen hohen Zölle, mit denen die Waren der Kölner Kaufleute in Danzig, der „Hochburg“ des Ordens und des Hauptstützpunkts des Kölner Ostseehandels, belegt wurden.

#### Tulenkonvent
1307 wurde durch eine Stiftung des Johann vom Denant der Tulenkonvent in der Achterstraße gegründet. 1452 (Konventliste 4a in Annalen 73,41) werden dort zwei Konvente nebeneinander angeführt, der „Teullen-Konvent“ und der „zome Deynant“. 1487 vereinigten sich mit diesen beiden einige Schwestern, die bis dahin nach der Augustiner-Regel gelebt hatten. Aus dieser Vereinigung ging ein Konvent der Cellitinnen hervor. Er nannte sich Cellitinnenkloster Dreifaltigkeit und unterstand dem Stift St. Severin.

#### Kartäuser

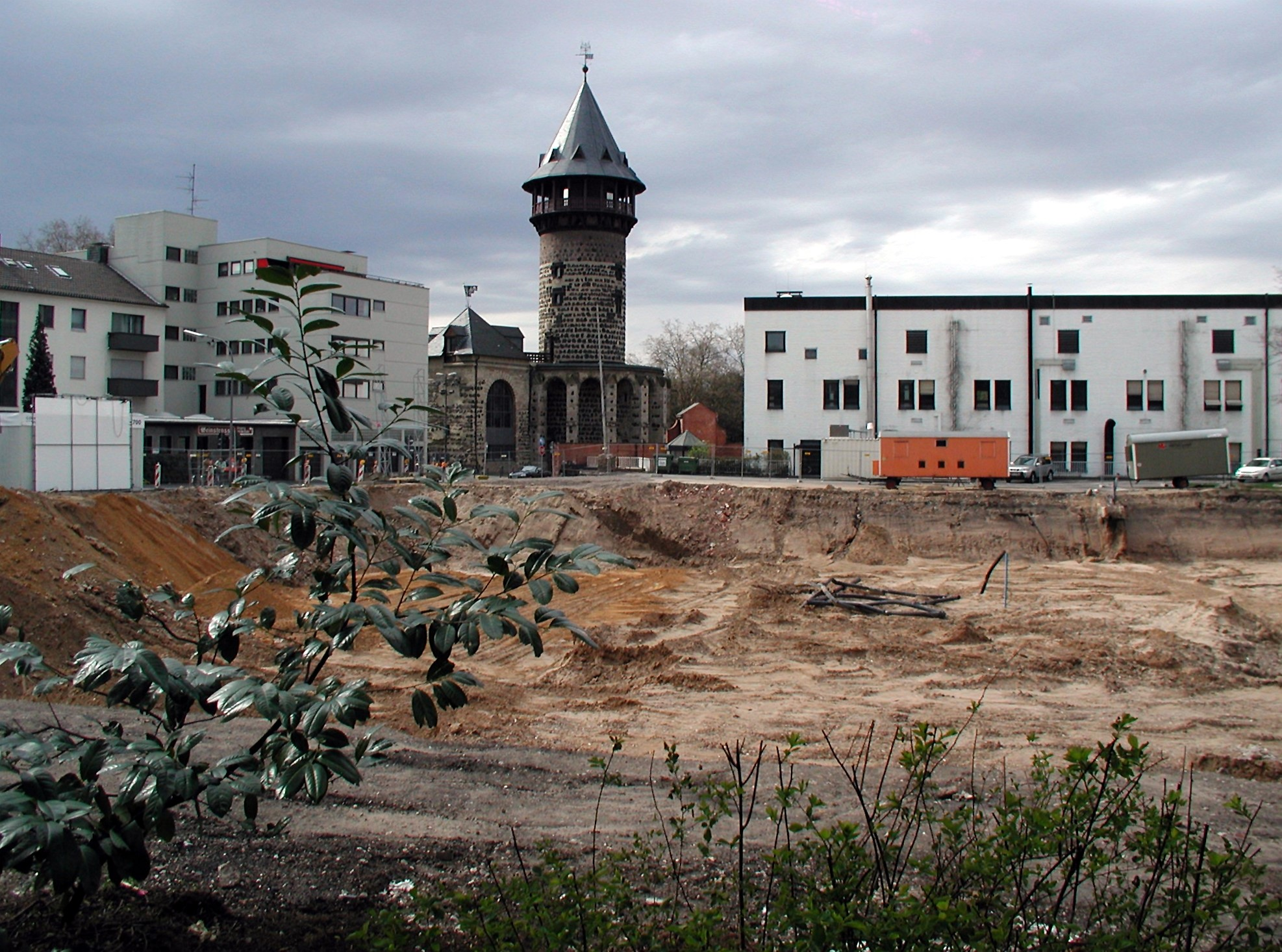
Grabungen am Kartäuserwall 2008

1335 gründeten Kartäusermönche im nordwestlichen Bereich des Kirchspiels ihre Kartause. Nach ihnen benannte Straßen, wie der Kartäuserhof, die Kartäusergasse und der Kartäuserwall umgeben heute in etwa das ehemalige Gelände der Kartause.
Auf einem Teil des bis zur Franzosenzeit im Besitz der Kartäuser befindlichen Areals konnte 2008 bei Grabungen eine beschriftete Steintafel geborgenen werden. Ihr war zu entnehmen, dass die Kartause 1556 ein Weingut nebst Haus, Stallungen, Kelter und Garten sowie drei Morgen Weingärten für 29 Gulden verpachtet hatte.

#### Weitere Konvente
- Kloster Maria im Spiegel, später auch Sion genannt, war ursprünglich ein Franziskanerkonvent.

- St. Bonifatius, Klosterkapelle an der Severinstraße, an die 1478 die Klausnerinnen von St. Apern versetzt wurden, die sich als Franziskanerinnen betrachteten
- 1502 verkauften Bürgermeister Johann von Berchen und Gerhard von Wesel und der Rat der Stadt Köln den Schwestern der Clause St. Johann Baptist bei s. Cathrynen in Cöln vom Orden des heiligen Benedict vier Goldgulden Rente gegen 100 Goldgulden.[24]
- 1614, Karmeliten im Dau
- 1728, Bau des Hospitals und der Kapelle zum heiligen Kreuz, Achterstraße

### Marienverehrung

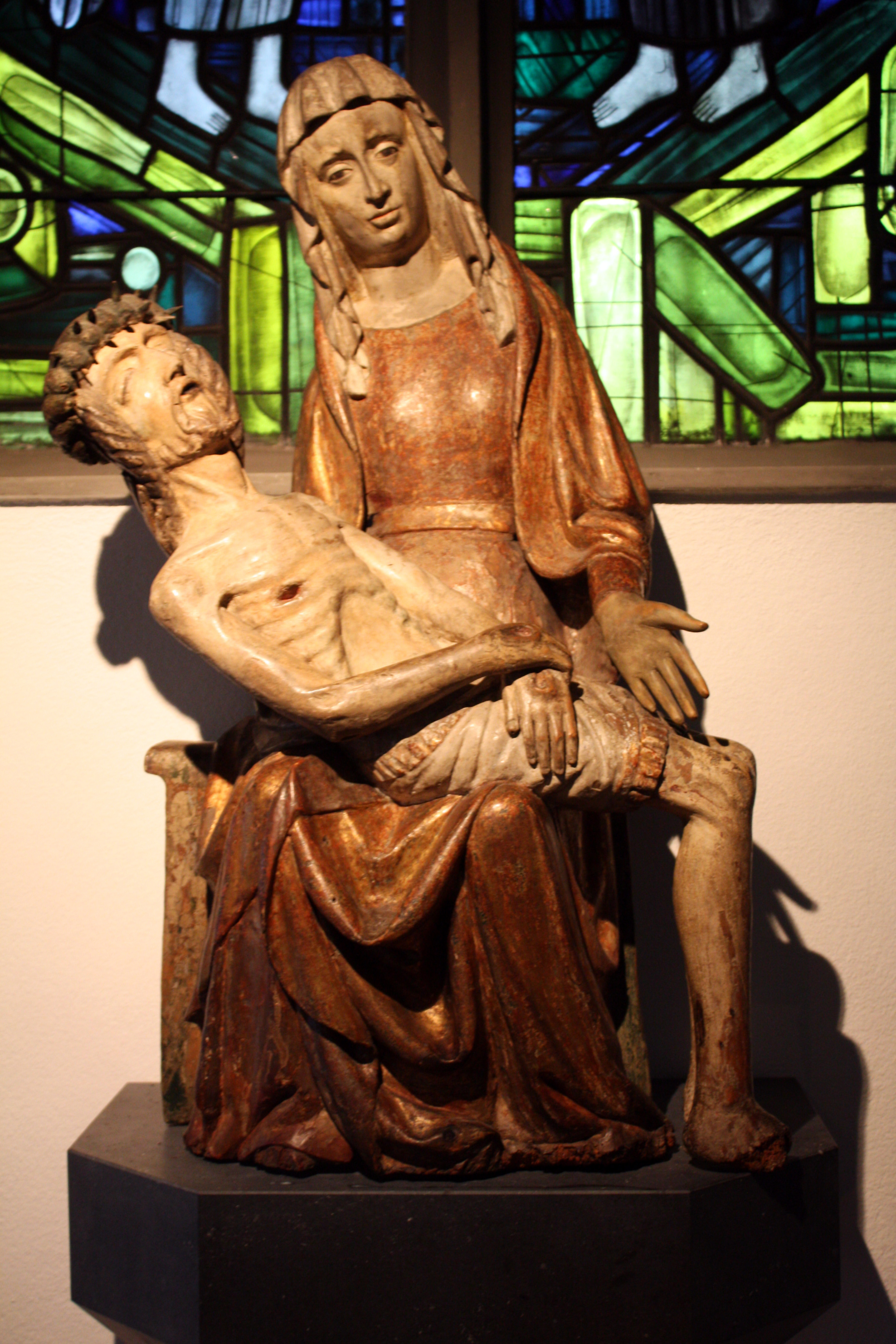
Marienkapelle St. Severin, Pieta, 15. Jahrhundert

In der Übergangszeit des Spätmittelalters zur Neuzeit erlebte die Marienverehrung im 15. Jahrhundert auch in Köln ihren Höhepunkt. An mehreren Orten der Stadt waren Kapellen und Kirchen errichtet worden, deren Ausstattung hauptsächlich der Muttergottes geweiht war. Diese wurden, wie auch St. Severin, Station oder Ziel von Prozessionen oder Pilgerfahrten.
Im Weiler Kalk, dessen Haupthof Kapitelshof dem Kölner Stift St. Severin unterstand, begannen die alljährlichen Prozessionen zum Gnadenbild der Kirche St. Severin, einer in deren Marienkapelle zur Verehrung aufgestellten kostbaren Pietà.